# Miklós Rédei (Generalmajor)
Miklós Rédei (* 14. September 1928 in Cegléd) ist ein ehemaliger Offizier in der Volksrepublik Ungarn und zuletzt Generalmajor (Vezérőrnagy) im Innenministerium (Belügyminisztérium) sowie von 1977 bis 1988 Leiter der Gruppe BM III/II Spionageabwehr (Kémelhárítás) und stellvertretender Leiter der Hauptgruppe BM III.

## Leben
Miklós Rédei, Sohn von Teréz Lőrinczi, war nach dem Besuch von vier Klassen der Volksschule im Juli 1942 kurze Zeit Arbeiter in der Ungarischen Saatzuchtgesellschaft Magyar Magtenyésztési Rt. und absolvierte daraufhin von 1942 bis 1945 eine Berufsausbildung zum Industriemechaniker in der Maschinenfabrik Szabó und Mátéffy. Er besuchte in dieser Zeit die Lehrlingsschule für Elektriker und Mechaniker und war nach Abschluss der Ausbildung von 1945 bis 1946 noch als Geselle in der Maschinenfabrik Szabó und Mátéffy beschäftigt. Daneben besuchte er 1945 einen zweiwöchigen Lehrgang an der Ungarischen Kommunistischen Partei (MKP) und war 1946 kurze Zeit Organisationsleiter des Ungarischen Demokratischen Jugendverbandes MÁDISZ (Magyar Demokratikus Ifjúsági Szövetség) im Kreis Monor. 1946 trat er dann als Polizist auf Probe in ein Armeebataillon ein und wechselte 1947 in die Politische Abteilung des Polizeipräsidiums, ehe er von 1948 bis 1949 die Polizeiakademie (Rendőrakadémia) absolvierte. Nach seiner Beförderung zum Leutnant (Hadnagy) war er von 1949 bis 1950 Leiter einer Studiengruppe an der Hilfsoffiziersschule des Kommandos der Landesverteidigungskräfte (Államvédelmi Karhatalmi Parancsnokság Tiszthelyettesi Iskola) sowie von 1950 bis 1951 der Zentralen Ausbildungsabteilung des Kommandos der Landesverteidigungskräfte. Nachdem er 1951 die Kommandoschule der Streitkräfte der Staatsschutzbehörde ÁVH (Államvédelmi Hatóság) besucht hatte, war er nach seiner Beförderung zum Oberleutnant (Főhadnagy) vom Januar bis Mai 1952 Kommandeur des ÁVH-Bataillons der Staatsschutzbehöre in Szombathely sowie anschließend von Mai bis Oktober 1952 stellvertretender Leiter der Organisationsabteilung dieses Bataillons.
Nach seiner Beförderung zum Hauptmann (Százados) 1952 wechselte er ins Innenministerium (Belügyminisztérium) und war von 1952 bis 1955 Leiter der Abteilung Führungsorganisation der Streitkräfte des Innenministeriums. Nach einer kurzen Verwendung in der Abteilung BM I, war er von 1955 bis 1959 Mitarbeiter der Abteilung BMII/2 Spionageabwehr (Kémelhárítás). Während des Volksaufstandes (23. Oktober bis 4. November 1956) blieb er zunächst im Gebäude des Innenministeriums und wechselte dann am 30. Oktober 1956 zu den Truppen der Sowjetarmee. Nach der Niederschlagung des Volksaufstandes besuchte er 1956 die Marxismus-Leninismus-Abenduniversität und wurde zudem 1956 zum Major (Őrnagy) befördert. Er war von 1959 bis 1963 Absolvent der Hochschule des Komitees für Staatssicherheit KGB beim Ministerrat der UdSSR und wurde während des dortigen Studiums 1962 zum Oberstleutnant (Alezredes) befördert. Nach seiner Rückkehr war er im August 1963 kurzzeitig Leiter der Unterabteilung BM III/II-A sowie stellvertretender Leiter der Abteilung BM III/II-5 Grenzüberschreitende operative Maßnahmen (Határon túli operatív intézkedések). Daraufhin fungierte er von 1963 bis 1968 als Leiter der Unterabteilung BM III/II-2/A, die zur Abteilung BM III/II-2 Verteidigung gegen die Geheimdienste der Bundesrepublik Deutschland und Österreichs (Elhárítás az NSZK és Ausztria hírszerzésével szemben) gehörte. Zugleich beendete er 1966 seine Promotion zum Doktor der Rechte, nachdem er 1959 ein Studium an einer Fakultät für Politikwissenschaften und Recht ÁJTK (Állam- és Jogtudományi Kara) begonnen hatte.
Rédei war von 1971 bis 1972 Leiter der Unterabteilung BM III/II-1/A, die zur Abteilung BM III/II-1 Verteidigung gegen den Geheimdienst der USA und einiger lateinamerikanischer Länder (Elhárítás az USA és egyes latin-amerikai országok hírszerzésével szemben) gehörte. Nachdem er von 1972 bis 1973 erst kommissarischer Leiter war, bekleidete er daraufhin von 1973 bis 1974 den Posten als Leiter der BM III/II-7 Prävention in den Bereichen der internationalen Zusammenarbeit (Elhárítás a nemzetközi együttműködés területein). Im Anschluss wurde er 1974 zum Oberst (Ezredes) befördert und war als solcher bis 1977 stellvertretender Leiter der Gruppe BM III/II. Als Nachfolger von Generalmajor László Havasi wurde er 1977 Leiter der Gruppe BM III/II Spionageabwehr (Kémelhárítás) und zugleich in Personalunion stellvertretender Leiter der Hauptgruppe BM III Staatssicherheit (Állambiztonsági) des Innenministeriums (Belügyminisztérium). Diese Posten hatte er bis zu seinem Eintritt in den Ruhestand am 30. August 1988 inne. In dieser Zeit besuchte er 1977 die Hochschule der Polizei (Rendőrtiszti Főiskola) sowie 1979 die Parteihochschule der Ungarischen Sozialistischen Arbeiterpartei MSZMP (Magyar Szocialista Munkáspárt) und wurde zwischenzeitlich 1978 auch zum Generalmajor (Vezérőrnagy) befördert.

## Weblink
- Rédei Miklós, dr. In: Historisches Archiv der Staatssicherheitsdienste (Állambiztonsági Szolgálatok Történeti Levéltára). Abgerufen am 8. März 2023 (ungarisch).

| Personendaten    | Personendaten            |
| ---------------- | ------------------------ |
| NAME             | Rédei, Miklós            |
| KURZBESCHREIBUNG | ungarischer Generalmajor |
| GEBURTSDATUM     | 14. September 1928       |
| GEBURTSORT       | Cegléd                   |